# Aeródromo de Placeres
El aeródromo de Placeres o el aeródromo de Bella Unión (IATA: BUV, OACI: SUBU) es un aeródromo uruguayo que sirve a la ciudad de Bella Unión en el departamento de Artigas. El aeródromo está localizada al este del río Uruguay y a 7 kilómetros al sur-sureste de Bella Unión.

## Información técnica
La pista de aterrizaje es de césped y mide 1.017 metros en longitud. En su lado noroeste, la pista de aterrizaje tiene unos 170 metros adicionales de pista sin pavimentar.
El VOR-DME de Monte Caseros (Ident: MCS) está localizado a 9 kilómetros al noroeste del aeródromo.